# سیارک ۵۹۷۰
سیارک ۵۹۷۰ (به انگلیسی: 5970 Ohdohrikouen، نامگذاری:1991JS1) پنج هزار و نهصد و هفتادمین سیارک کشف شده‌است که در ۱۳ مه ۱۹۹۱ کشف شد.
قدر مطلق سیارک برابر ۱۳٫۵۰ است.